# Маклаково
Макла́ково (рос. Маклаково) — присілок у складі Грязовецького району Вологодської області, Росія. Входить до складу Перцевського сільського поселення.

## Населення
Населення — 3 особи (2010; 12 у 2002).
Національний склад (станом на 2002 рік):
- росіяни — 100 %